# Fajã de Cima (Cabo Verde)
Fajã de Cima (em Crioulo cabo-verdiano (escrito em ALUPEC): Fajã d Sima) é uma aldeia na ilha de São Nicolau de Cabo Verde.